# 비리보솜 펩타이드
비리보솜 펩타이드(영어: nonribosomal peptide, NRP)는 일반적으로 세균 및 균류와 같은 미생물에 의해 생성되는 펩타이드 2차 대사산물의 한 부류이다. 비리보솜 펩타이드는 갯민숭달팽이와 같은 다세포 생물에서도 발견되지만 이러한 다세포 생물 내부의 세균에 의해  만들어지는 것으로 생각된다. 리보솜에 의해 합성되지 않는 광범위한 펩타이드가 존재하지만 비리보솜 펩타이드라는 용어는 일반적으로 이들의 매우 특정한 세트를 지칭한다.

## 같이 보기
- 리보솜
- 펩타이드